# Vid Grid
Vid Grid est un jeu vidéo de réflexion sorti en 1995 sur Jaguar CD. Le jeu a été développé par High Voltage Software et édité par Atari Corporation.

## Système de jeu
Vid Grid est un jeu de taquin où le but est de reconstituer des clips musicaux pour les voir clairement.

## Liste des clips
- Aerosmith : Cryin
- Guns N' Roses : November Rain
- Jimi Hendrix : Are You Experienced?
- Metallica : Enter Sandman
- Ozzy Osbourne : No More Tears
- Peter Gabriel : Sledgehammer
- Red Hot Chili Peppers : Give It Away
- Soundgarden : Spoonman
- Van Halen : Right Now
- Nirvana : Smells Like Teen Spirit